# 와타나베 마코토
와타나베 마코토(일본어: 渡辺 誠 1980년 9월 25일 ~ )는 일본의 전 축구 선수이다.

## 구단 경력
과거 방포레 고후, 카탈레 도야마에서 활동하였다.